# Kesseleckkamm
Der Kesseleckkamm ist ein in Nord-Süd-Richtung verlaufender Gebirgskamm der Gaaler Tauern. Der Gebirgskamm beginnt beim Sommertörl, einem auf 1644 m ü. A. gelegenen Gebirgsübergang und verläuft von dort aus nach Norden. Der Kesseleckkamm besteht aus 13 Bergen, darunter acht Zweitausendern und fünf Eintausendern. Der namengebende Berg, das Kesseleck, liegt auf 2308 m ü. A. und die höchste Erhebung, der Amachkogel, liegt auf 2312 m ü. A. Ein zweiter, zu den Gaaler Tauern gehörender Gebirgskamm, ist der östlich des Kesseleckkamms gelegene Pletzenkamm. Der Kesseleckkamm verläuft teilweise parallel zum Pölstal.

## Gipfel
| Name         | Höhe (m. ü. A.) | Lage       |
| ------------ | --------------- | ---------- |
| Amachkogel   | 2312            | Koordinate |
| Bärnkopf     | 1914            | Koordinate |
| Geierriedel  | 1990            | Koordinate |
| Gießhübl     | 1602            | Koordinate |
| Glaneck      | 2262            | Koordinate |
| Kesseleck    | 2308            | Koordinate |
| Lahneck      | 2216            | Koordinate |
| Lärchkogel   | 2258            | Koordinate |
| Ochsenspitze | 2116            | Koordinate |
| Rosenkogel   | 1918            | Koordinate |
| Sailerkuppe  | 1638            | Koordinate |
| Schleifeck   | 2048            | Koordinate |
| Schleifkogel | 2063            | Koordinate |